# Pantera Roz (film din 1963)

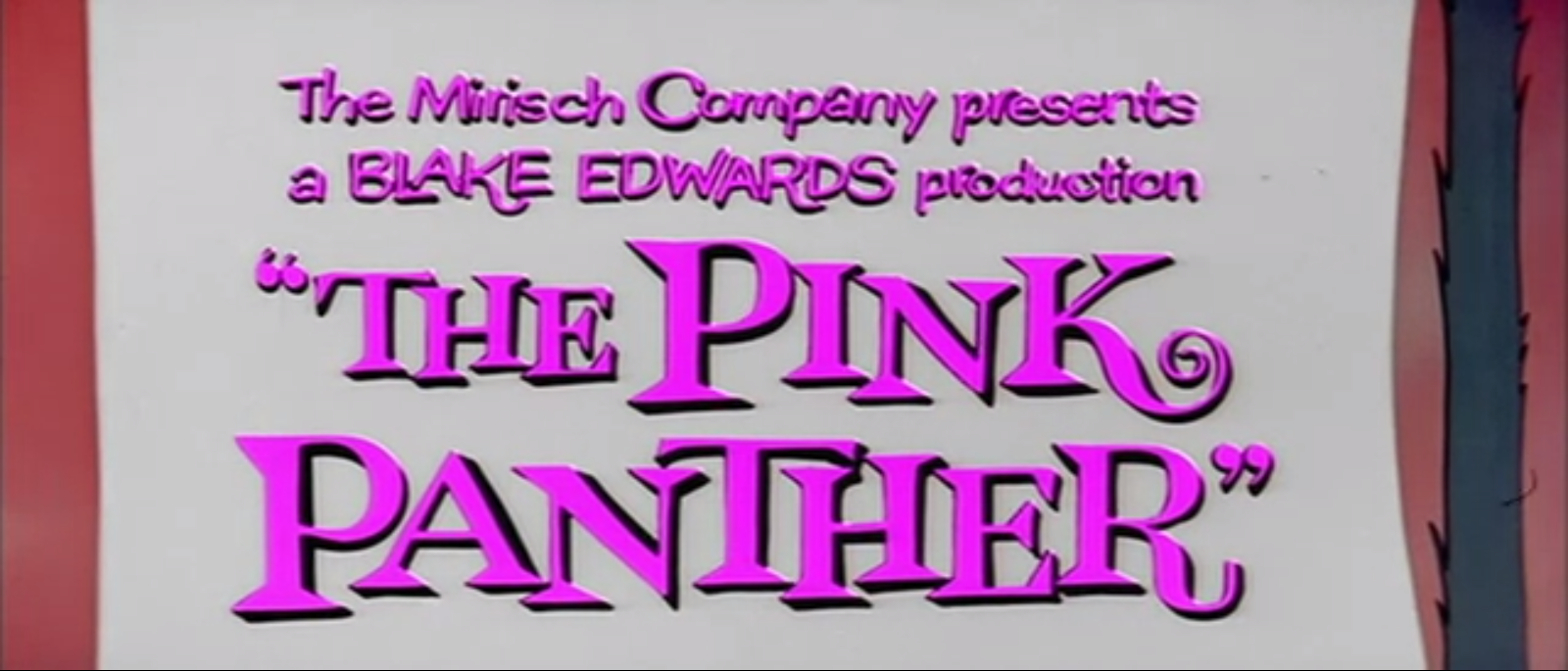
Logo-ul filmului

Pantera Roz (titlu original: The Pink Panther) este un film american de comedie din 1963 regizat de Blake Edwards și distribuit de United Artists. Este primul film din seria de filme Pantera Roz (The Pink Panther) cu Inspectorul Clouseau interpretat de Peter Sellers. În alte roluri au interpretat actorii David Niven, Robert Wagner, Capucine și Claudia Cardinale. A fost nominalizat la Premiul Oscar pentru cea mai bună coloană sonoră (Henry Mancini).
Scenariul a fost scris de Maurice Richlin și Blake Edwards. Povestea îl urmărește pe inspectorul Jacques Clouseau în timp ce călătorește de la Roma la Cortina d'Ampezzo pentru a prinde un hoț de bijuterii notoriu cunoscut sub numele de „Fantoma” înainte ca acesta să poată fura un diamant neprețuit cunoscut sub numele de „Pantera Roz”.
Filmul a fost produs de Martin Jurow și a fost lansat inițial la 18 decembrie 1963 în Italia, urmat de lansarea în Statele Unite la 18 martie 1964; a avut încasări de 10,9 milioane de dolari în Statele Unite și Canada. A fost evaluat pozitiv și are un rating de aprobare de 88% bazat pe 34 de voturi pe Rotten Tomatoes.
În 2010, filmul a fost selectat pentru a fi păstrat de Biblioteca Congresului ca parte a Registrului său național de filme, fiind considerat „important din punct de vedere cultural, istoric și estetic”.

## Prezentare
În copilărie în Lugash, Prințesa Dala primește un cadou de la tatăl ei, Maharajahul, „Pantera Roz”, cel mai mare diamant din lume. Această bijuterie uriașă roz are un defect neobișnuit: privind adânc în piatră, se percepe o mică decolorare asemănătoare unei pantere care sare. Douăzeci de ani mai târziu, Dala (acum interpretată de Claudia Cardinale) a fost trimisă în exil în urma morții tatălui ei și după preluarea militară a țării sale. Noul guvern declară diamantul ei prețios proprietatea oamenilor și solicită Tribunalului International să stabilească dreptul de proprietate. Cu toate acestea, Dala refuză să renunțe la el.
Dala pleacă în vacanță într-o stațiune de schi exclusivistă din Cortina d'Ampezzo. De asemenea, locuiește împreună cu playboy-ul englez Sir Charles Lytton (David Niven) – care duce o viață secretă ca un hoț de bijuterii numit „Fantoma” – și a pus ochii pe Pantera Roz. Nepotul său american George (Robert Wagner) ajunge pe neașteptate în stațiune. George este într-adevăr un playboy care se îneacă în datorii la jocuri de noroc, dar se prezintă ca un proaspăt absolvent de facultate pe cale să intre în Peace Corps, astfel încât unchiul său continuă să-i susțină stilul de viață generos.
Pe urmele Fantomei se află inspectorul de poliție francez Jacques Clouseau (Peter Sellers), a cărui soție Simone (Capucine) are o aventură cu Sir Charles. Ea a devenit bogată acționând ca un informator pentru Fantoma chiar sub nasul soțului ei. Ea îl ocolește în timp ce încearcă să-l evite pe nepotul playboy al iubitului ei, care a decis să facă din seducătoarea femeie în vârstă cea mai recentă cucerire a sa. Între timp, Sir Charles s-a îndrăgostit de Dala și nu mai este sigur dacă mai vrea să-i fure diamantul. Cu o noapte înainte de plecarea lor, George află din greșeală despre activitățile criminale ale unchiului său.
În timpul unei petreceri cu costume la vila Dalei din Roma, Sir Charles și nepotul său încearcă separat să fure diamantul, doar pentru a descoperi că deja lipsește din seif. Inspectorul îi descoperă pe ambii bărbați la locul crimei. Ei scapă în timpul confuziei provocate de focurile de artificii. Urmează o goană frenetică de mașini pe străzile Romei. Sir Charles și George sunt amândoi arestați după ce toate vehiculele se ciocnesc în piața orașului.
Mai târziu, Simone o informează pe Dala că Sir Charles a dorit să anuleze furtul și îi cere să-l ajute în apărarea sa. Dala dezvăluie apoi că ea însăși a furat diamantul, pentru a evita să-l predea noului guvern al patriei ei. Cu toate acestea, prințesa este, de asemenea, îndrăgostită de Sir Charles și are un plan pentru a-l salva din închisoare. La proces, apărarea cheamă ca unic martor pe inspectorul Clouseau, care este foarte surprins. Avocatul (John Le Mesurier) pune o serie de întrebări care sugerează că însuși Clouseau ar putea fi Fantoma. Un Clouseau nervos își scoate batista pentru a-și șterge transpirația de pe frunte, iar bijuteria este agățată de ea.
În timp ce Clouseau este dus la închisoare, el este aclamat de o mulțime de femei îndrăgostite. Privind de la distanță, Simone își exprimă regretul, dar Sir Charles o asigură că atunci când Fantoma va lovi din nou, Clouseau va fi eliberat. Sir Charles îl invită pe George să li se alăture în următorul furt al Fantomei în America de Sud. Între timp, în drum spre închisoare, poliția din Roma își exprimă invidia că inspectorul Clouseau este acum dorit de atâtea femei. Ei îl întreabă cu admirație evidentă cum a comis toate acele crime; Clouseau ia în considerare noua sa faimă și răspunde: „Ei bine, știți... nu a fost ușor”.
Filmul se termină după ce mașina de poliție care îl transportă pe Clouseau la închisoare l-a lovit pe un agent de trafic - acesta este Pantera Roz animat din genericul de deschidere. Se ridică din nou în timp ce se aude un accident provocat de mașina de poliție, Pantera Roz ține în mână un card pe care scrie „THEND” și apoi mută literele pentru a se citi „THE END”.

## Distribuție
- David Niven - Sir Charles Lytton
- Peter Sellers - Inspectorul Jacques Clouseau
- Robert Wagner - George Lytton, nepotul lui Sir Charles
- Capucine - Simone Clouseau, sotia inspectorului Clouseau
- Claudia Cardinale - Prințesa Dala
- Brenda de Banzie - Angela Dunning
- Colin Gordon - Tucker
- John Le Mesurier - avocat al apărării
- James Lanphier - Saloud
- Guy Thomajan - Artoff
- Michael Trubshawe - Felix Townes, romancier
- Riccardo Billi - Aristotel Sarajos, armator grec
- Meri Welles - Monica Fawn, starletă de la Hollywood
- Martin Miller - Pierre Luigi, fotograf
- Fran Jeffries - cântăreț în cabina de schi
- Gale Garnett, vocea Prințesei Dala (necreditat)[15]

## Producție
Inițial, personajul principal al filmului trebuia să fie Sir Charles Lytton, despre ale cărui aventuri a fost planificat să fie prezentate în următoarele filme, dar în procesul de filmare, rolul lui Clouseau a fost extins și, aducând cel mai mare succes filmului, echipa de producție a fost nevoită să filmeze în continuare filme despre Clouseau.
Inițial, rolul lui Clouseau i-a fost oferit lui Peter Ustinov, dar acesta a refuzat.
Sir Charles Lytton a apărut mai târziu în filmele Întoarcerea Panterei Roz (The Return of the Pink Panther, 1975), unde a fost interpretat de Christopher Plummer, Răzbunarea Panterei Roz (Revenge of the Pink Panther, 1978) și Pe urmele Panterei Roz (Trail of the Pink Panther, 1982), unde a fost interpretat de David Niven.
Filmul este singurul din serie în care comisarul Dreyfus (șeful lui Clouseau), Cato Fong (servitorul lui Clouseau și partenerul său de lupte) și Hercule LaJoy (asistentul serios al lui Clouseau) nu apar.